# Fästning

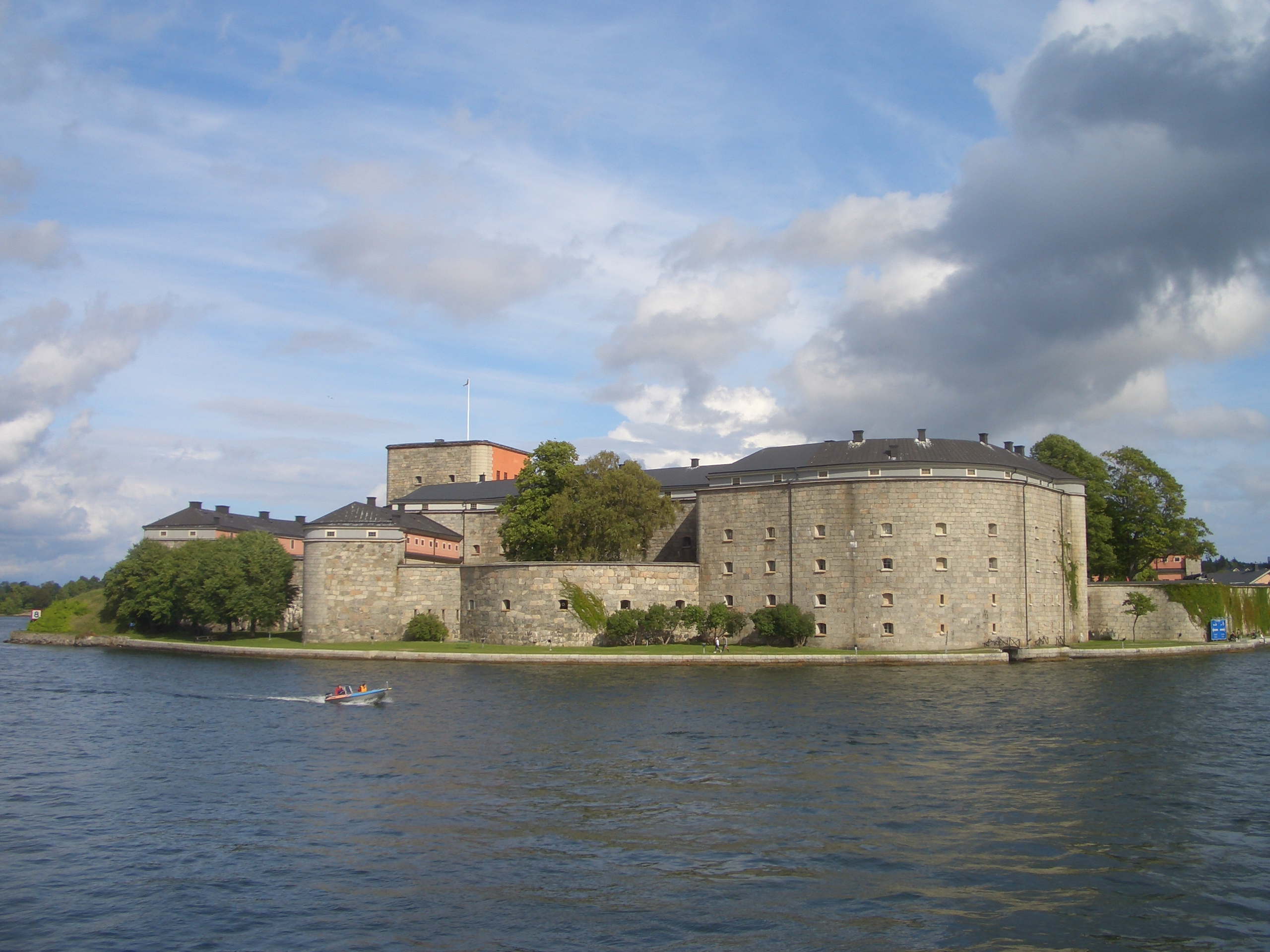
Vaxholms fästning.

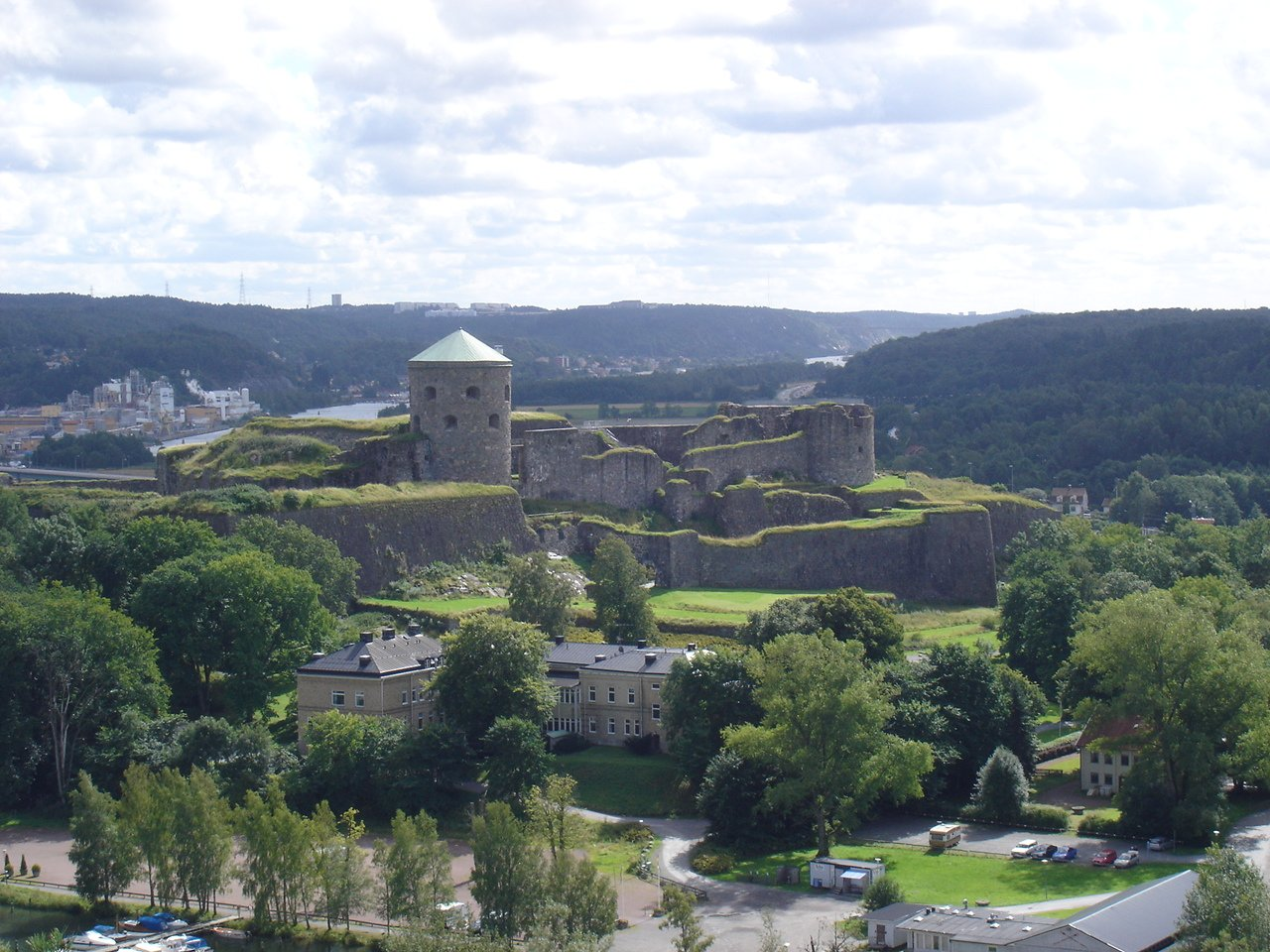
Bohus fästning.

Fästning är en permanent anläggning av större format som stärker försvaret av en plats med strategisk betydelse eller annat stort värde. En fästning innehåller med andra ord permanenta befästningar, till skillnad från borgen, som även var en befäst bostad. Fästningen skall ge skydd för en liten styrka mot betydligt starkare militära förband. I och med vapnens utveckling, främst inom artilleriet och flyget, har fästningar i mer traditionell mening förlorat sin betydelse. Benämningen fästning är från och med den senare delen av 1900-talet inte aktuell som term i krigföringen. Sveriges tillika Nordens största fästningsanläggning finns i Boden, se Bodens fästning.
Fästningar har också använts för att inhysa fångar; fästning användes förr som omskrivning för fängelse. Man kan också kalla en fästning en bunker.